# Sounds
Sounds – brytyjski tygodnik muzyczny, publikowany od 10 października 1970 do 6 kwietnia 1991. 
Czasopismo było produkowane przez United Publications (będącą częścią Morgan-Grampian), organizacji założonej przez Jacka Huttona i Petera Wilkinsona, którzy opuścili redakcję magazynu Melody Maker w celu utworzenia własnej firmy. Sounds było ich pierwszym projektem, pierwotnie dotyczącym rocka progresywnego i przez autorów uważany był za „lewicowy Melody Maker”. Sounds miał w intencji twórców być rywalem wobec czasopism takich jak Melody Maker oraz New Musical Express (NME). Magazyn był znany głównie dzięki zamieszczaniu w numerach plakatów artystów w środku gazety (początkowo tylko czarno-białe, ale od 1971 także w kolorze), a następnie dzięki reklamowaniu na okładkach numerów artystów heavymetalowych (głównie z nowej fali brytyjskiego heavy metalu) oraz muzyków Oi! w szczycie sławy tych gatunków muzycznych (późne lata 70.-wczesne lata 80.) Sounds był pierwszą gazetą zamieszczającą na okładkach zdjęcia artystów punkowych, zdobywając tym samym reputację pierwszego czasopisma reklamującego tę muzykę. Także pojęcie britpopu pojawiło się po raz pierwszy właśnie w Sounds. Redaktorzy magazynu podkreślali, jak ważna jest regionalna scena muzyczna Wielkiej Brytanii, i reklamowała każdą nową grupę muzyczną z kraju. 
John Robb, współpracujący z Sounds muzyk, przeprowadził pierwszy wywiad z Nirvaną w 1989, który zamieścił dziennikarz Keith Cameron.
Jeden z „trójcy” najważniejszych magazynów muzycznych Wielkiej Brytanii (razem z Melody Maker i NME), Sounds przestał istnieć w 1991, po tym, gdy wydawca United Newspapers sprzedał wszystkie swoje czasopisma muzyczne organizacji EMAP Metro, a Morgan-Grampian został przejęty przez United Business Media – wtedy znanej jako United News and Media – w 1987. Na podstawie Sounds stworzono magazyn Kerrang!